# 615 Roswitha
615 Roswitha este un asteroid din centura principală, descoperit pe 11 octombrie 1906, de August Kopff.